# Werner Markert
Werner Markert (* 3. Dezember 1905 in Leipzig; † 25. März 1965 in Tübingen) war ein deutscher Historiker.

## Leben
Markert wuchs in bürgerlichen Verhältnissen auf. 1925 trat er einer bündischen Jugendorganisation bei. Markert studierte Geschichte, Soziologie und Slawistik an den Universitäten Leipzig, Heidelberg, Hamburg und Paris. Er wurde 1931 in Leipzig über die politische Soziologie Russlands promoviert. Danach verbrachte er ein Jahr in Moskau. 1935 bis 1939 war er als Lehrbeauftragter an der Universität Leipzig tätig und gab die Zeitschrift Osteuropa heraus. Seit 1933 war er Mitglied der SA. Während des Zweiten Weltkriegs wurde Markert als Sonderführer bei der Abwehr II eingesetzt. Dort war Markert als Leiter der Abteilung „Insurgierung“ der Ländergruppen Russland, Skandinavien und Baltikum für Einsätze hinter den feindlichen Linien zuständig. Ab 1941 war er als SS-Polizeiführer in Estland eingesetzt.
Markerts Entnazifizierung wurde 1947 erfolgreich beendet. Er hatte Entlastungsschreiben u. a. von Klaus Mehnert und Gerhard von Mende, einem Orientexperten aus dem Rosenbergschen Ostministerium, erhalten. Markert war Teil der sogenannten „Professorengruppe“ der Organisation Gehlen, für die er gegen Bezahlung Studien lieferte. Er habilitierte sich 1948 an der Georg-August-Universität Göttingen und wurde Dozent für mittlere und neuere Geschichte, insbesondere osteuropäische Geschichte. Zusammen mit Mehnert, dem Historiker Hans Koch, dem vormaligen Agrarwissenschaftler Theodor Oberländer und Gerhard von Mende gründete Markert die Arbeitsgemeinschaft für Osteuropaforschung (AFO) und bemühte sich um die Gründung eines Osteuropa-Instituts, dessen Forschungsschwerpunkt die „Gegenwartsproblematik“ der kommunistischen Staaten sein sollte. Das gelang in der Zeit des Kalten Krieges – nicht zuletzt durch die Fürsprache von Erich Wende, dem Leiter der Kulturabteilung des Bundesministerium des Innern. 1953 wurde Markert auf eine Professur in Tübingen berufen und Direktor des neugegründeten Instituts für osteuropäische Geschichte und Landeskunde, wo er die AFO angliederte. 1954 begründete Markert mit zahlreichen Mitarbeitern ein Osteuropa-Handbuch, das mit mehreren Bänden bis 1976 erschien.

## Schriften (Auswahl)
- Eine politische Soziologie in Russland. In: Archiv für Kulturgeschichte. Bd. 23, 1933, S. 255–274, doi:10.7788/akg-1933-jg15, (Leipzig, Universität, phil. Dissertation, 22. Dezember 1932).
- Alexander I. Politik der Heiligen Allianz. Göttingen 1948 (Göttingen, Universität, phil. Habilitationsschrift, 14. Februar 1948).
- (als Hrsg.): Der Mensch im kommunistischen System. Tübinger Vorträge über Marxismus und Sowjetstaat. Mohr, Tübingen 1957 (2. Auflage 1962).
- (als Hrsg.): Deutsch-russische Beziehungen von Bismarck bis zur Gegenwart. Kohlhammer, Stuttgart 1964.
- (als Hrsg.): Sowjetunion. Das Wirtschaftssystem. Böhlau, Köln 1965.
- Osteuropa und die abendländische Welt. Aufsätze und Vorträge. Vandenhoeck & Ruprecht, Göttingen 1966.